# E403号線
E403号線 (E403ごうせん、英: European route E403) はベルギーにあり、ゼーブルッヘ – ブルッヘ – コルトレイク – トゥルネーを結ぶ、欧州自動車道路のBクラス幹線道路。
- ベルギー
  - ゼーブルッヘ（英語版）
  - E40号線 – ブルッヘ
  - E17号線 – コルトレイク
  - E42号線 – トゥルネー